# Giuliana Rossi
Giuliana Rossi (Firenze, 20 aprile 1933 – Firenze, 6 febbraio 2005) è stata un'attrice italiana.
Oltre che attrice, è stata modella e animatrice culturale.

## Biografia
È nota per aver lavorato all'inizio degli anni 1960 nella compagnia teatrale di Carmelo Bene, conosciuto nel marzo del 1959, e per essere stata la sua prima moglie. Giuliana Rossi nel 1973 ha poi sposato un medico fiorentino. Ha inoltre pubblicato un libro intitolato I miei anni con Carmelo Bene, nel quale si narrano le varie vicende personali e artistiche di quegli anni; il libro offre testimonianze e una documentazione epistolare e fotografica dei primi anni della carriera di Carmelo Bene, non riscontrabili altrove. La coppia ebbe anche un figlio, Alessandro, morto di tumore in tenera età. La Rossi morì a Firenze il 6 febbraio 2005.